# Coppa Sabatini 2022
La Coppa Sabatini 2022, settantesima edizione della corsa, valida come quarantaduesima prova dell'UCI ProSeries 2022 categoria 1.Pro e come dodicesima della Ciclismo Cup 2022, si svolse il 15 settembre 2022 su un percorso di 198,9 km, con partenza e arrivo a Peccioli, in Italia. La vittoria fu appannaggio del colombiano Daniel Martínez, il quale completò il percorso in 4h55'37", alla media di 40,370 km/h, precedendo il norvegese Odd Christian Eiking e il francese Guillaume Martin.
Sul traguardo di Peccioli 46 ciclisti, su 125 partiti dalla stessa località, portarono a termine la competizione.

## Squadre e corridori partecipanti
| N.    | Cod. | Squadra                  |
| ----- | ---- | ------------------------ |
| 2-8   | EFE  | EF Education-EasyPost    |
| 11-17 | AQT  | Astana Qazaqstan Team    |
| 21-27 | BOH  | Bora-Hansgrohe           |
| 31-36 | COF  | Cofidis                  |
| 41-47 | IGD  | Ineos Grenadiers         |
| 51-57 | IWG  | Intermarché-Wanty-Gobert |
| 61-67 | IPT  | Israel-Premier Tech      |
| 71-77 | LTS  | Lotto Soudal             |
| 81-86 | MOV  | Movistar Team            |
| 91-97 | UAD  | UAE Team Emirates        |

| N.      | Cod. | Squadra                         |
| ------- | ---- | ------------------------------- |
| 101-107 | BCF  | Bardiani-CSF-Faizanè            |
| 121-127 | DRA  | Drone Hopper-Androni Giocattoli |
| 131-137 | EOK  | Eolo-Kometa Cycling Team        |
| 141-147 | TEN  | TotalEnergies                   |
| 151-157 | BTC  | Beltrami TSA-Tre Colli          |
| 161-167 | GTS  | Giotti Victoria-Savini Due      |
| 171-177 | MGK  | MG.K Vis Colors for Peace VPM   |
| 181-187 | COR  | Team Corratec                   |
| 191-197 | IWM  | Work Service Vitalcare Vega     |

## Ordine d'arrivo (Top 10)
| Pos. | Corridore            | Squadra | Tempo    |
| ---- | -------------------- | ------- | -------- |
| 1    | Daniel Martínez      | Ineos   | 4h55'37" |
| 2    | Odd Christian Eiking | EF      | s.t.     |
| 3    | Guillaume Martin     | Cofidis | s.t.     |
| 4    | Esteban Chaves       | EF      | s.t.     |
| 5    | Aleksandr Vlasov     | Bora    | s.t.     |
| 6    | Vincenzo Albanese    | Eolo    | a 59"    |
| 7    | Simone Velasco       | Astana  | s.t.     |
| 8    | Andreas Kron         | Lotto   | s.t.     |
| 9    | Marc Hirschi         | UAE     | s.t.     |
| 10   | Andrea Piccolo       | EF      | s.t.     |